# Delia oregonensis
Delia oregonensis är en tvåvingeart som beskrevs av Griffiths 1991. Delia oregonensis ingår i släktet Delia och familjen blomsterflugor.
Artens utbredningsområde är Oregon. Inga underarter finns listade i Catalogue of Life.